# Кур'я (Кур'їнський район)
Ку́р'я (рос. Курья) — село, центр Кур'їнського району Алтайського краю, Росія. Адміністративний центр та єдиний населений пункт Кур'їнської сільської ради.

## Населення
Населення — 3835 осіб (2010; 4292 у 2002).
Національний склад (станом на 2002 рік):
- росіяни — 95 %